# Basiliek van Onze-Lieve-Vrouw van Afrika

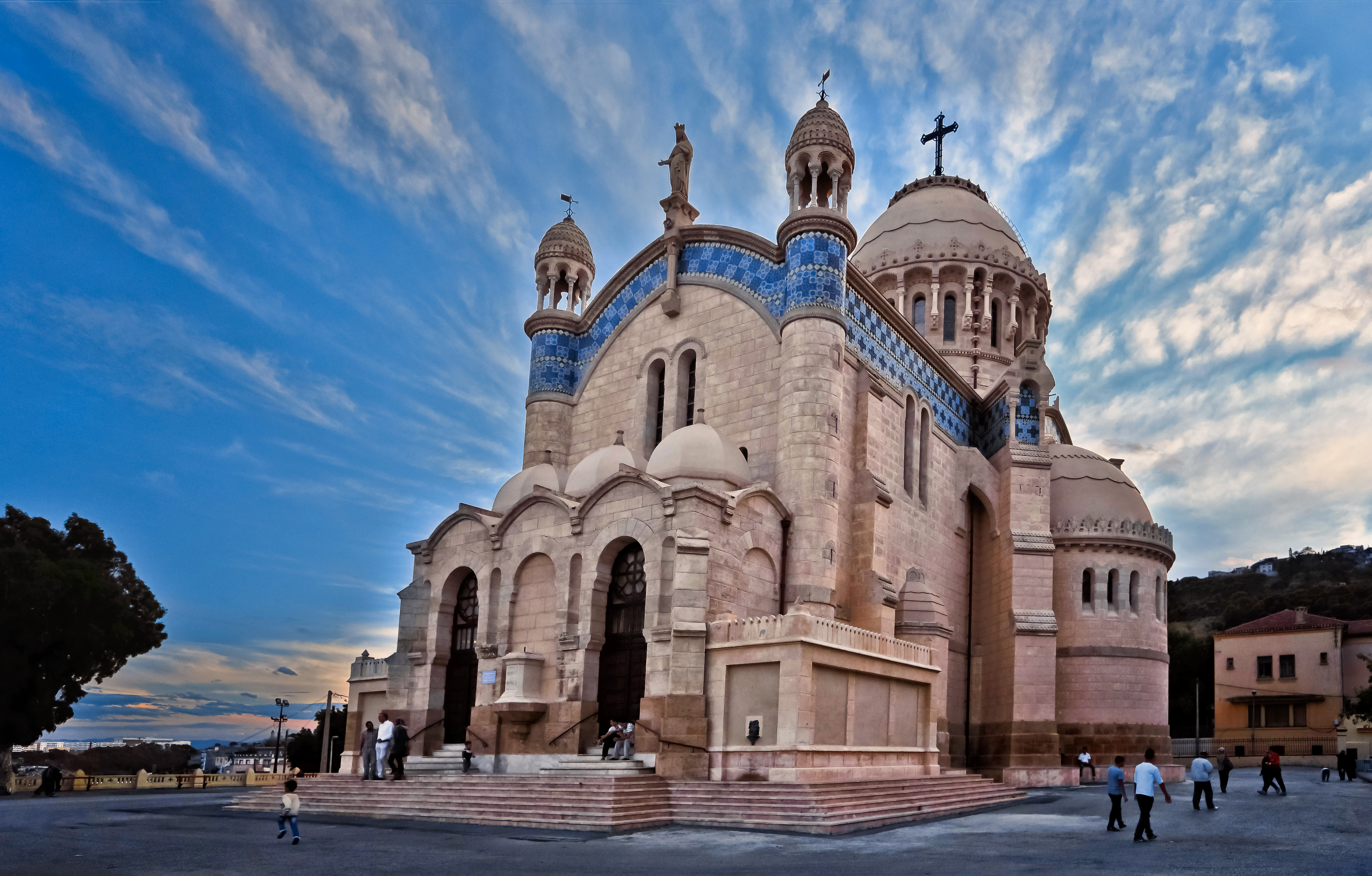
De kathedrale basiliek in Algiers

De Basiliek van Onze-Lieve-Vrouw van Afrika (Frans: basilique Notre-Dame d'Afrique) is de kathedrale kerk van het aartsbisdom Algiers. De bouw begon in februari 1858 en de inwijding gebeurde in 1872, hetzelfde jaar waarin de bouw werd afgerond. Het kerkgebouw is ontworpen door de Franse architect Jean Eugène Fromageau in neo-byzantijnse stijl en gericht naar het zuidwesten (gewoonlijk richt het altaar in christelijke kerken zich naar het oosten).
De kathedraal staat op 124 meter hoogte in het noorden van Algiers en kijkt uit over de Middellandse Zee.